# Gérard Kikoïne
Gérard Kikoïne (París, 30 de març de 1946) és un director de cinema francès. Va emprar els pseudònims Alex Bakara i Sacha Nudamko.
El seu camp d'activitat es va estendre principalment al cinema pornogràfic, filmant més de 30 pel·lícules en una dècada. Kikoïne va assolir fama internacional el 1989 mitjançant la pel·lícula Edge of Sanity, una adaptació de la cèlebre novel·la de Robert Louis Stevenson, L'estrany cas del Dr. Jekyll i Mr. Hyde. El 1990 va ser el director de l'episodi Indecis (títol original: Match Nul) de la sèrie francesa de crims Commissaire Moulin.